# Danièle Pourtaud
Danièle Pourtaud, née le 23 octobre 1951 à Châteaudun, est une femme politique française.

## Biographie
Membre du Parti socialiste depuis 1976, ancienne sénatrice et adjointe au maire de Paris chargée des universités, elle est membre de la Ligue des droits de l'Homme.
Elle a passé 15 années de son enfance et de son adolescence à Casablanca au Maroc où son père était enseignant. Elle est titulaire d’une maîtrise de gestion de l'université Paris-I et est diplômée de l’Institut d'études politiques de Paris.

## Carrière professionnelle
Elle travaille comme juriste dans différentes entreprises dont Courrèges, Balmain et la Sofirad (Société financière de radiodiffusion), dont elle a été secrétaire générale pendant six ans. Elle a ensuite créé une société de conseil dont elle a été gérante jusqu’en juillet 1996.

### Chronologie
- Adjointe du directeur du personnel de Courrèges (1977-1978)
- Adjointe du directeur commercial de Balmain (1979-1980)
- Secrétaire générale de la Compagnie générale des farines (1981-1982)
- Adjointe au directeur de la Fédération nationale de la presse hebdomadaire et  périodique (1982-1984)
- Secrétaire générale de la Société financière de radiodiffusion (SOFIRAD) (1984-1990)
- Gérante associée de Lina, société de conseil, audit, stratégie (1991-1995)

## Parcours politique
Danièle Pourtaud adhère au Parti socialiste en 1976. Elle devient en 1990, secrétaire de la section socialiste du 16e arrondissement de Paris jusqu'en 1994 et membre des instances fédérales jusqu’en 2002.
En 1993, elle est candidate aux élections législatives dans le 16e arrondissement de Paris.
En juin 1995, elle est élue conseillère du 16e arrondissement.
Elle accède à des responsabilités nationales en septembre 1995, elle est alors élue à 43 ans sénatrice de Paris et devient ainsi la benjamine du Sénat. Elle y sera membre de la commission des affaires culturelles. En 2001, elle en devient vice-présidente. Membre de la délégation parlementaire du Sénat pour l'Union européenne entre 1995 et 2001, elle siège au Conseil de l'Europe à Strasbourg entre 1998 et 2001.
Dès sa création en 1999, elle est vice-présidente de la délégation du Sénat aux droits des femmes et à l’égalité des chances entre les hommes et les femmes. En 1997, elle a été membre de la commission d’enquête sur les régularisations d’étrangers en situation irrégulière (circulaire Chevènement).

### Mandats
- Sénatrice de Paris (septembre 1995-septembre 2004)
- Adjointe au maire de Paris, chargée des universités (2001-2014)
- Présidente du conseil d'administration de l'ESPCI ParisTech de 2001 à 2008[1]
- Conseillère de Paris et du 14e arrondissement, déléguée à la Culture (2001-2014)
- Membre de l’Observatoire de la parité (1999-2002)
- Membre du Conseil de l’Europe (1998-2002)

### Action au Sénat
- 17 propositions de loi déposées ou cosignées.
- 54 questions posées au gouvernement
- 96 textes de loi sur lesquels elle s'est exprimée en séance publique.
- 2400 interventions individuelles(Médiateur de la République, Préfet de Police, ministres...).

Elle est, depuis 2000, membre du Conseil national du Parti socialiste.
Elle est membre de l’Observatoire de la parité de 1999 à 2002.
En 2001, elle devient conseillère de Paris et du 14e arrondissement et est choisie par Bertrand Delanoë comme adjointe chargée des universités.

### Responsabilités au Sénat
- Vice-présidente de la commission des affaires culturelles depuis 2001
  - Responsable pour le groupe socialiste des dossiers culture et média
  - Principales publications :

- Rapport annuel sur le budget des relations culturelles, scientifiques et techniques, notamment sur l’audiovisuel extérieur
- Rapport sur l’harmonisation du droit d’auteur et des droits voisins en Europe dans la société de l’information (1999)
- Vice-présidente de la Délégation aux droits des femmes et à l’égalité des chances depuis 1999
  - Principales publications :
    - Rapport sur l’Égalité professionnelle hommes/femmes dans l’Union européenne (1997)
    - Proposition de loi sur la création d’une délégation parlementaire aux Droits des femmes et à l’Égalité des chances Hommes/Femmes (dépôt le 14 décembre 1998).
    - Proposition de loi relative à la « lutte contre les discriminations fondées sur le sexe » (contre la publicité sexiste - 2002)

- Membre de la Délégation aux Affaires Européennes (1995-2001)

## Distinction
- Chevalier de la Légion d'honneur en 2008[2]